# Hoplia bowringi
Hoplia bowringi är en skalbaggsart som beskrevs av Waterhouse 1877. Hoplia bowringi ingår i släktet Hoplia och familjen Melolonthidae. Inga underarter finns listade i Catalogue of Life.